# Montipora capricornis
A Montipora capricornis a virágállatok (Anthozoa) osztályának kőkorallok (Scleractinia) rendjébe, ezen belül az Acroporidae családjába tartozó faj.

## Előfordulása
A Montipora capricornis előfordulási területe az Indiai-óceán és a Csendes-óceán határán van. Főbb állományai az Új-Zéland környékén lévő tengerekben van.

## Megjelenése
A kolóniája széles és lapos. A korallpolipok sárgák. A korallpolipok testében egysejtű algák élnek.

## Képek

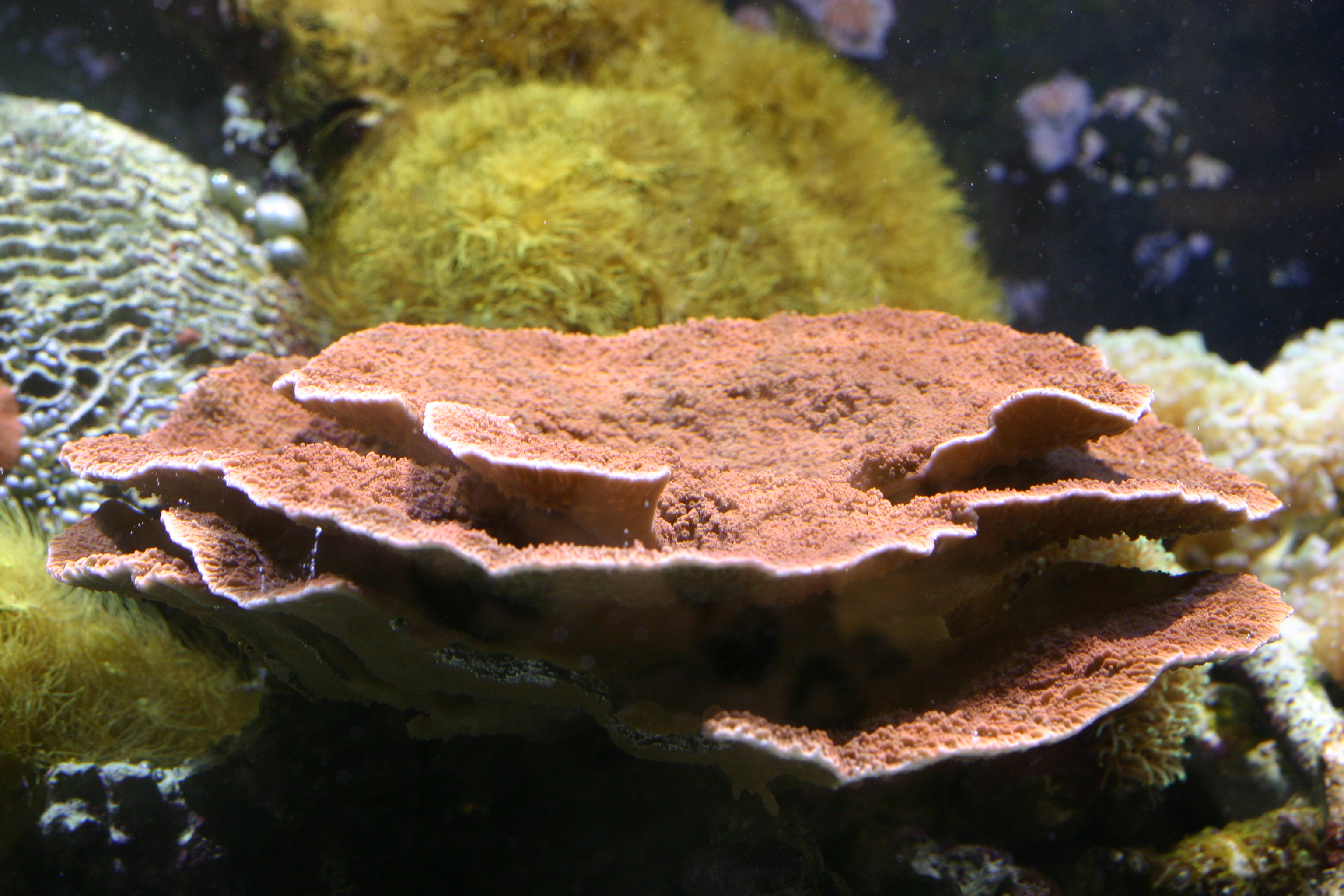
Akváriumi
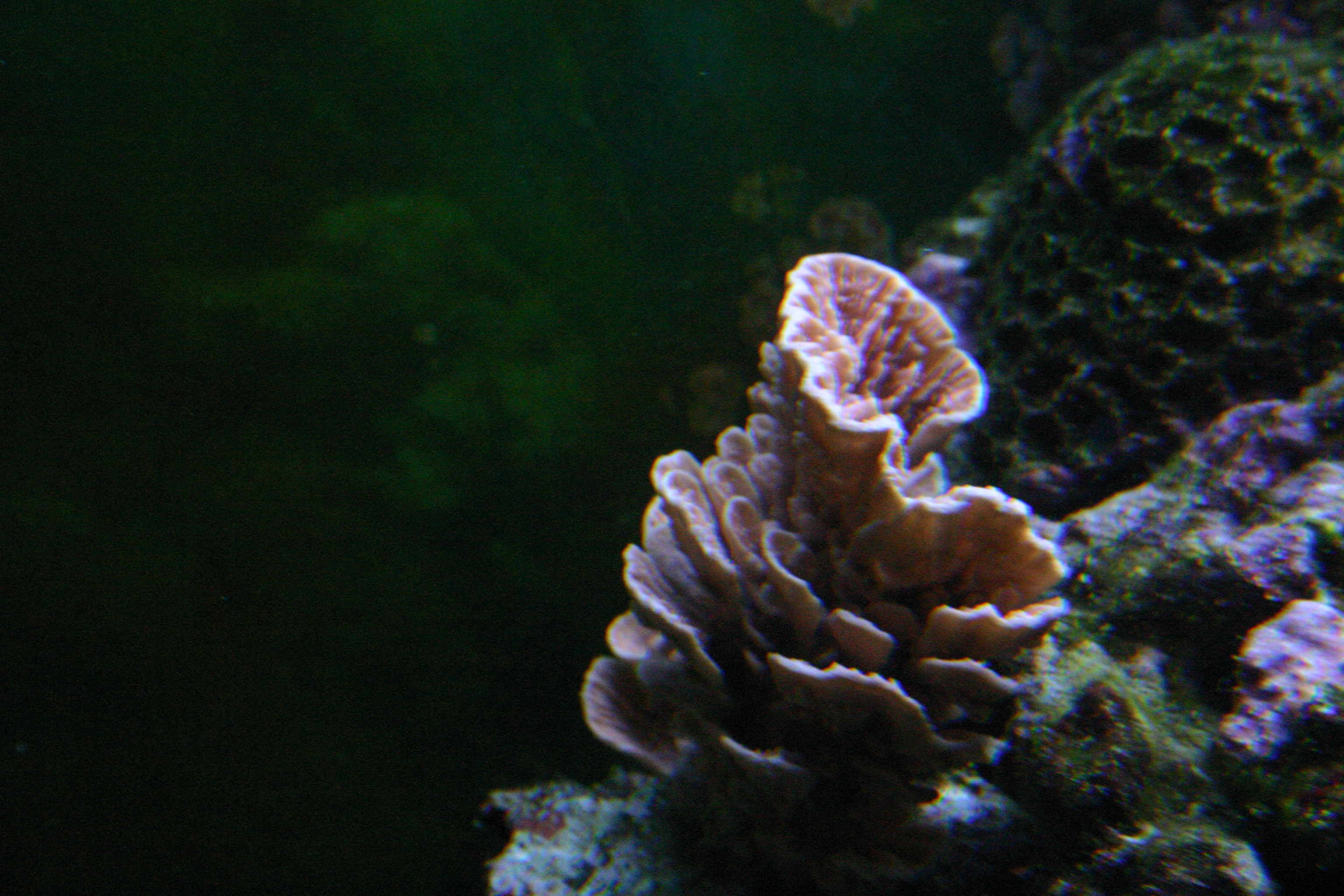
telepek